# Luboš Kressa
Luboš Kressa (vlastním jménem Lubomír Kressa, * 24. května 1963, Třebíč) je český muzejník, galerista, umělec, podnikatel a disident.

## Biografie
Lubomír Kressa se narodil v roce 1963 v Třebíči, jeho otcem byl třebíčský umělec, člen Skupiny 4 a pedagog Lubomír Kressa. Vychodil ZŠ T. G. Masaryka v Třebíči a následně absolvoval Střední odborné učiliště v Telči. Již v dětství se potkal s odporem ke komunismu, jeho otec nemohl vykonávat výtvarnou činnost na plný úvazek a tak se věnoval pedagogice. Otec jej vedl k umění, v mládí se dostal mezi tzv. máničky, přátelil se například s evangelickým farářem Tomášem Trusinou, Alexandrem Vondrou nebo Ivanem Martinem Jirousem. S Tomášem Trusinou přepisovali samizdatové texty a pořádali výstavy umění. Často se potýkal se zákazy opustit město ze strany komunistické policie. Věnoval se také sběru podpisů na petice, účastnil se demonstrací a i za toto byl perzekvován.
Do sametové revoluce pracoval jako topič. Po sametové revoluci spoluzakládal oblastního sdružení Občanského fóra v Třebíči, pak nastoupil na pozici kurátora výstav v Galerii Malovaný dům, tam působil do poloviny nultých let 21. století a věnoval se mimo jiné prezentaci experimentálního umění např. svého otce Lubomíra Kressy nebo Josefa Kremláčka. Posléze se začal věnovat obchodování s uměním. Věnoval se také pořádání výstav Ladislava Nováka, se kterým se znal a považuje jej za svého mentora.
V roce 2014 byl oceněn Cenou města Třebíče, za celoživotní demokratické postoje a organizování prvních demonstrací v Třebíči po 17. listopadu 1989. V roce 2024 získal od Ministerstva obrany osvědčení, že byl účastníkem třetího odboje.
V listopadu 2024 byla v Muzeu Vysočiny Třebíči uspořádána výstava samizdatové literatury ze sbírek Luboše Kressy.